# P.P.Busselskab
P.P.Busselskab A/S er et dansk busselskab med hovedkvarter i Aarhus. De har over 140 busser og minibusser og ca. ligeså mange ansatte, der kører i Jylland. Virksomheden er ejet af Haris Schødt Bahtijarevic og Maria Kathina Petersen. Den blev etableret i 1977.